# Mourea
Mourea est un village de district de Rotorua Lakes (en) situé dans la région de la baie de l’Abondance dans le nord de l’Île du Nord de la Nouvelle-Zélande.

## Situation
Il est localisé sur une mince bande de terre située entre le lac Rotorua et le lac Rotoiti, sur le trajet de la route State Highway 33 (en).

## Marae
Mourea a trois marae :
- Le marae Taupiri et la maison de rencontre nommée Paruaharanui appartiennent  aux Ngāti Pikiao (en) de l’hapū des Ngāti Paruaharanui (en)[1],[2].

En octobre 2020, le Gouvernement consacra 500.000 $ à partir du  fonds de croissance provincial (en) pour mettre à niveau le marae ; il était espéré pouvoir ainsi créer 14 emplois.
- Le marae Waiatuhi et la maison de rencontre Kahumatamomoe sont le lieu de rassemblement des Ngāti Rongomai (en) et des Ngāti Pikiao (en) de l’hapū des Ngāti Kahumatamomoe (en), des Ngāti Paruaharanui (en) et des Ngāti Te Takinga (en)[1],[2]

- Le marae Hohowai inclut deux bâtiments : Te Takinga te whare tupuna et Hineora te wharekai[4],[5].